# Глобоїдна передача

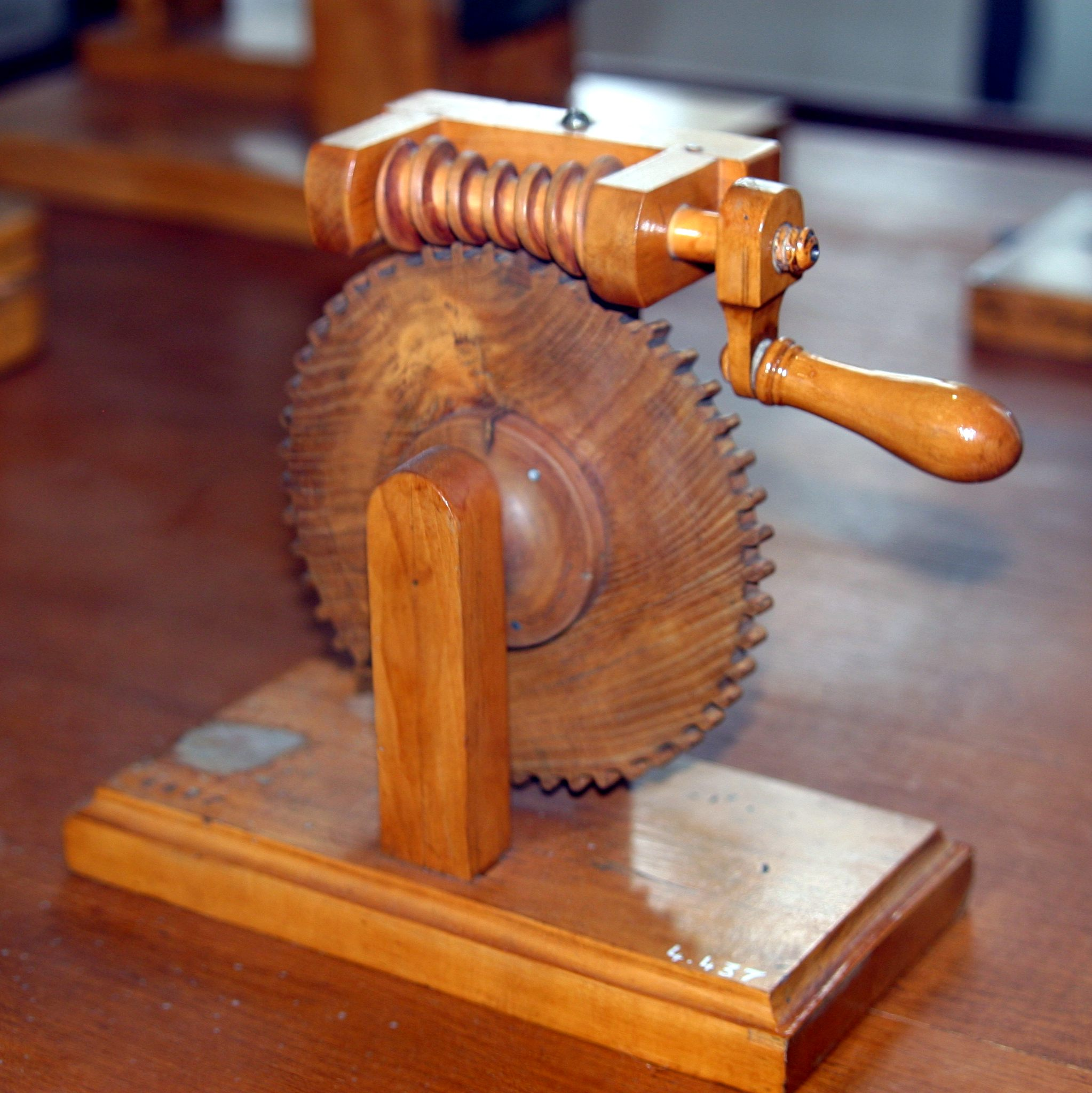
Глобоїдна передача

Глобоїдна передача — механічна передача, що є одним з різновидів черв'ячних передач. Свою назву отримала за увігнутою (глобоїдною) формою черв'яка.

## Загальні відомості
Зубчасте колесо і черв'як мають взаємно узгоджену глобоїдну форму, при цьому одночасно заторкується більша кількість зубців колеса, ніж при передачі з циліндричним черв'яком. Така конструкція дозволяє передавати потужність, що перевищує показники аналогічних черв'ячних передач в 3-5 разів, і, відповідно, при передачі однакової потужності передача має набагато менші розміри.
Характерні види руйнування: заїдання, знос, викришування зубів.

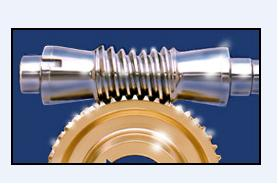
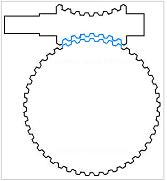

## Переваги та недоліки

### Переваги
- Здатність передавати значно вищий крутний момент у порівнянні з черв'ячною передачею
- Вищий ККД порівняно з циліндричною черв'ячною передачею. Як результат вищого ККД це зниження нагріву та зносу.
- Високе передатне відношення в одному ступені (до 100)
- Плавність та висока точність роботи при відносній безшумності
- Самогальмування відбувається при вищому передатному відношенні у порівнянні з черв'ячною передачею за рахунок вищого ККД

### Недоліки
- Більш складне складання та виготовлення порівняно з циліндричними черв'ячними передачами
- Низький ККД у порівнянні з багатоступінчастою циліндричною передачею
- Підвищене тепловиділення в порівнянні з багатоступінчастою циліндричною передачею
- Швидкий знос і великий відсоток заїдань у порівнянні з багатоступінчастою циліндричною передачею
- Складне регулювання. Однак завдяки швидкому притиранню бронзового колеса проблема точності складання вирішується.

Передача дуже чутлива до спрацьовування підшипників та деформацій валів. Сукупність недоліків обмежує практичне застосування.